# Virbalis
Virbalis, deutsch Wirballen, polnisch Wierzbołów, russisch Вержболово, ist eine Stadt in Litauen östlich der Grenze zur russischen Kaliningrader Oblast, ehemals Norden Ostpreußens.
Die Stadt  hat 1095 Einwohner und ist Sitz des gleichnamigen Landamtes (kaimo seniūnija) der Rajongemeinde Vilkaviškis, die 1994 bis 2010 zum Bezirk Marijampolė gehörte.

## Geschichte

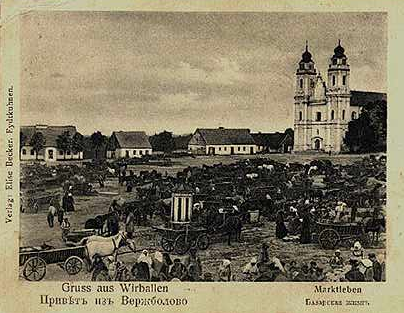
Markt in Virbalis (Wirballen) vor 1912

Der Friede vom Melnosee hatte 1422 die Zugehörigkeit der Gegend zu Polen-Litauen bestätigt.  
In der Folgezeit wurden zum Schutz der Grenze neue Siedlungen gegründet. Die älteste schriftliche Erwähnung von Virbalis (als Nowa Wola) wird auf 1529 oder 1526 datiert. Unter Königin Bona Sforza, Gemahlin des Königs König Sigismund I. von Polen wurden dem Ort 1593 die Stadtrechte nach Magdeburger Recht verliehen.
Von der Dritten Teilung Polens 1795 bis zum Frieden von Tilsit 1809 gehörte die Stadt zur neu geschaffenen Provinz Neuostpreußen des Königreichs Preußen, dann bis 1815 zum von Napoleon geschaffenen Herzogtum Warschau. Dessen Grenzverlauf im Süden Litauens wurde beibehalten, als auf dem Wiener Kongress 1815 ein in Personalunion an Russland gebundenes Königreich Polen geschaffen wurde. Dessen Autonomie wurde zunehmend eingeschränkt, bis es in den russischen Weichselgouvernements aufging.
Als 1851 die erste Verbindung zwischen europäischem Normalspurnetz (Preußische Ostbahn) und russischem Breitspurnetz (Petersburg-Warschauer Eisenbahn) geschaffen wurde, benannte man den beim näher an der Grenze gelegenen Kybartai gebauten Grenzbahnhof zunächst nach dem älteren und damals bedeutenderen Virbalis. Im deutschen Sprachraum ging er als Bahnhof Wirballen in die Eisenbahngeschichte ein.
Seit der Ausrufung eines neuen unabhängigen Litauen am 16. Februar 1918 gehörte die Stadt dessen Geschichte entsprechend zunächst zur Republik Litauen und ab 1940 zur Litauischen Sowjetrepublik, unterbrochen durch die deutsche Besetzung zwischen 1941 und 1944. Bis zum Zweiten Weltkrieg hatte die Stadt eine katholische, eine lutherische und eine jüdische Gemeinde. Die katholische Kirche wurde 1944 im Zweiten Weltkrieg von den sich zurückziehenden deutschen Truppen gesprengt.
Während das benachbarte Kybartai an Bedeutung gewann, fiel Virbalis im 20. Jahrhundert zurück und die Bevölkerungszahl erholte sich auch in guten Zeiten nicht von den Verlusten durch Kriege und Deportationen.

## Bauwerke

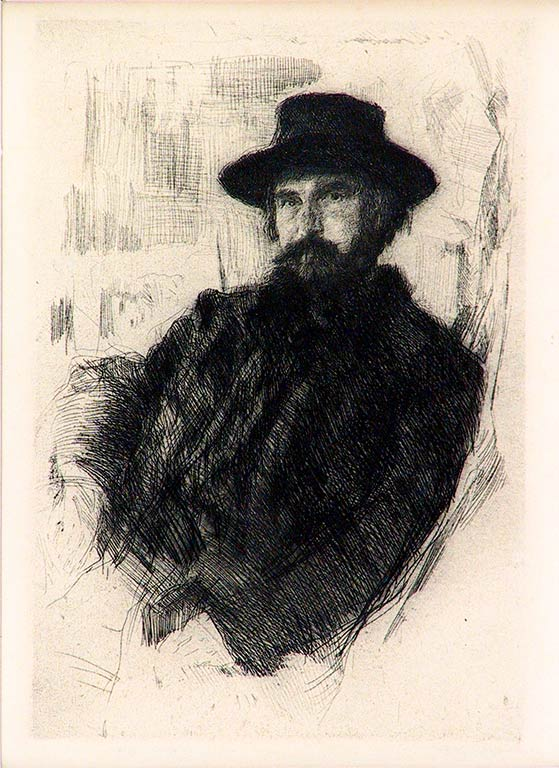
Wassili Wassiljewitsch Maté 1899

- Evangelisch-Lutherische Kirche Virbalis, erbaut 1844, Turm von 1917
- Katholische Erzengel-Michael-Kirche, errichtet 1907 als Gemeindehaus, seit 1945 Kirche als Ersatz für die 1944 zerstörte
- Klassizistisches Mausoleum der Familie Rekošas auf dem Friedhof von Virbalis, erbaut 1860

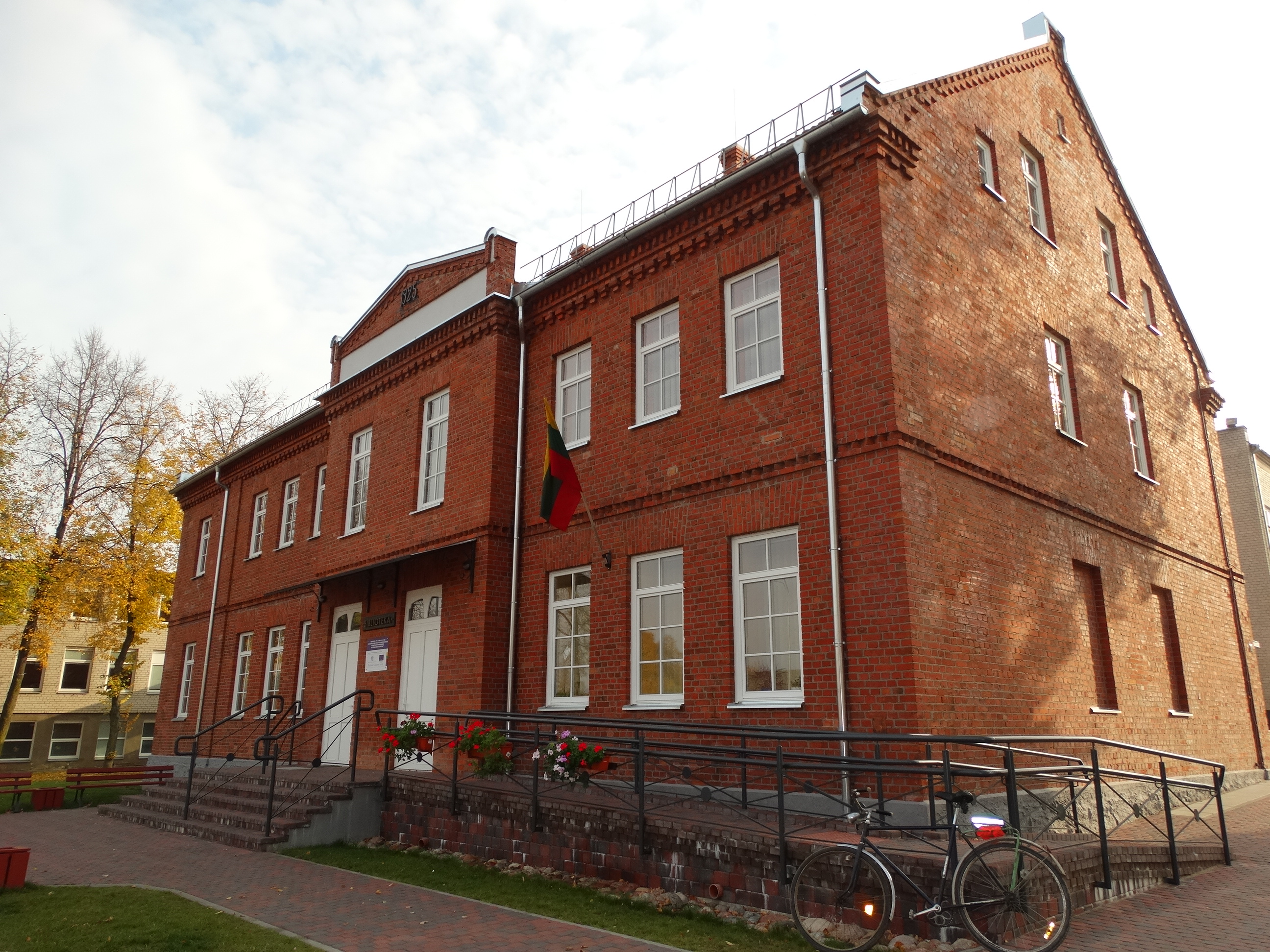
Gebäude der Gemeindeverwaltung
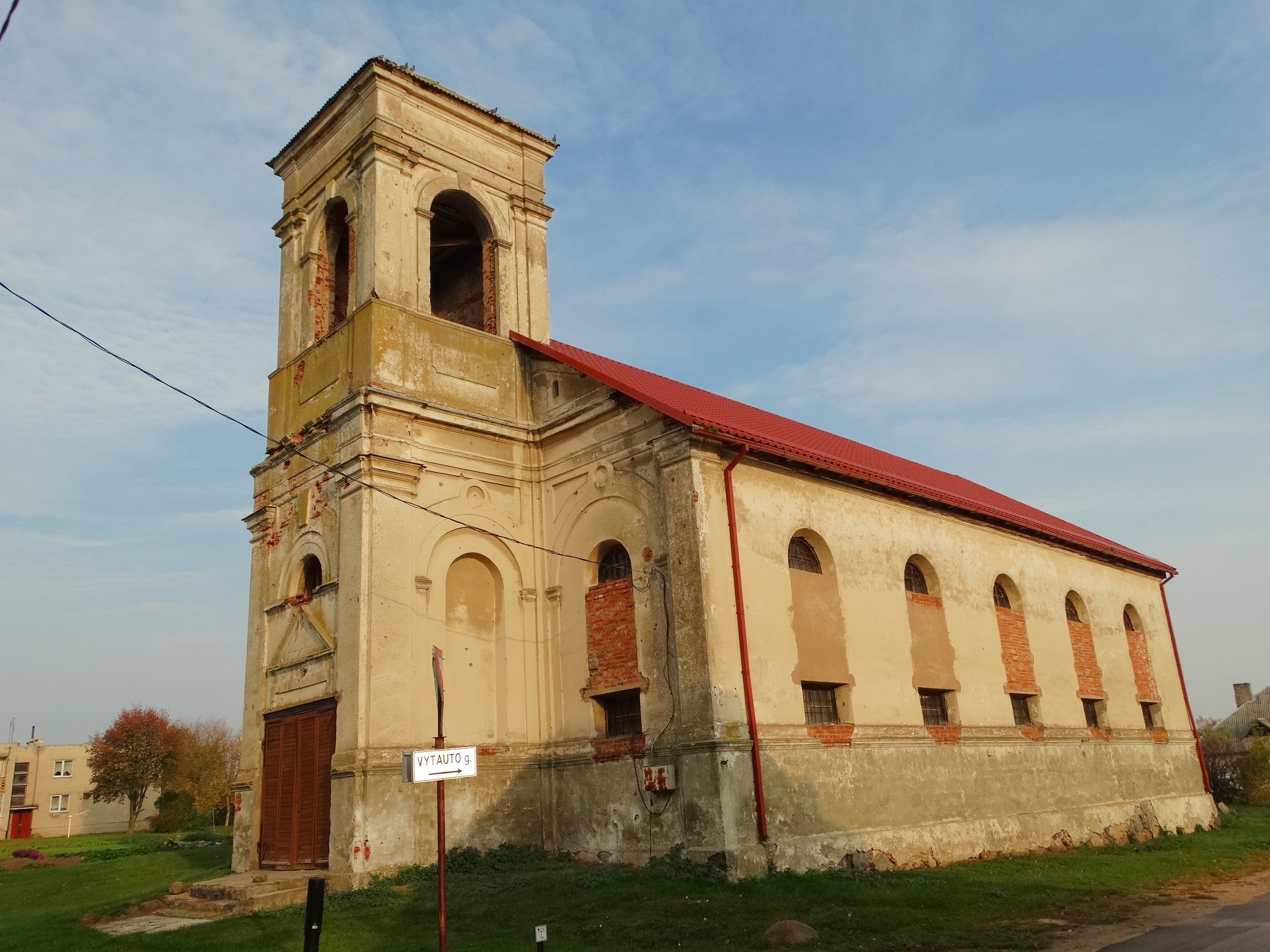
Evangelisch-Lutherische Kirche
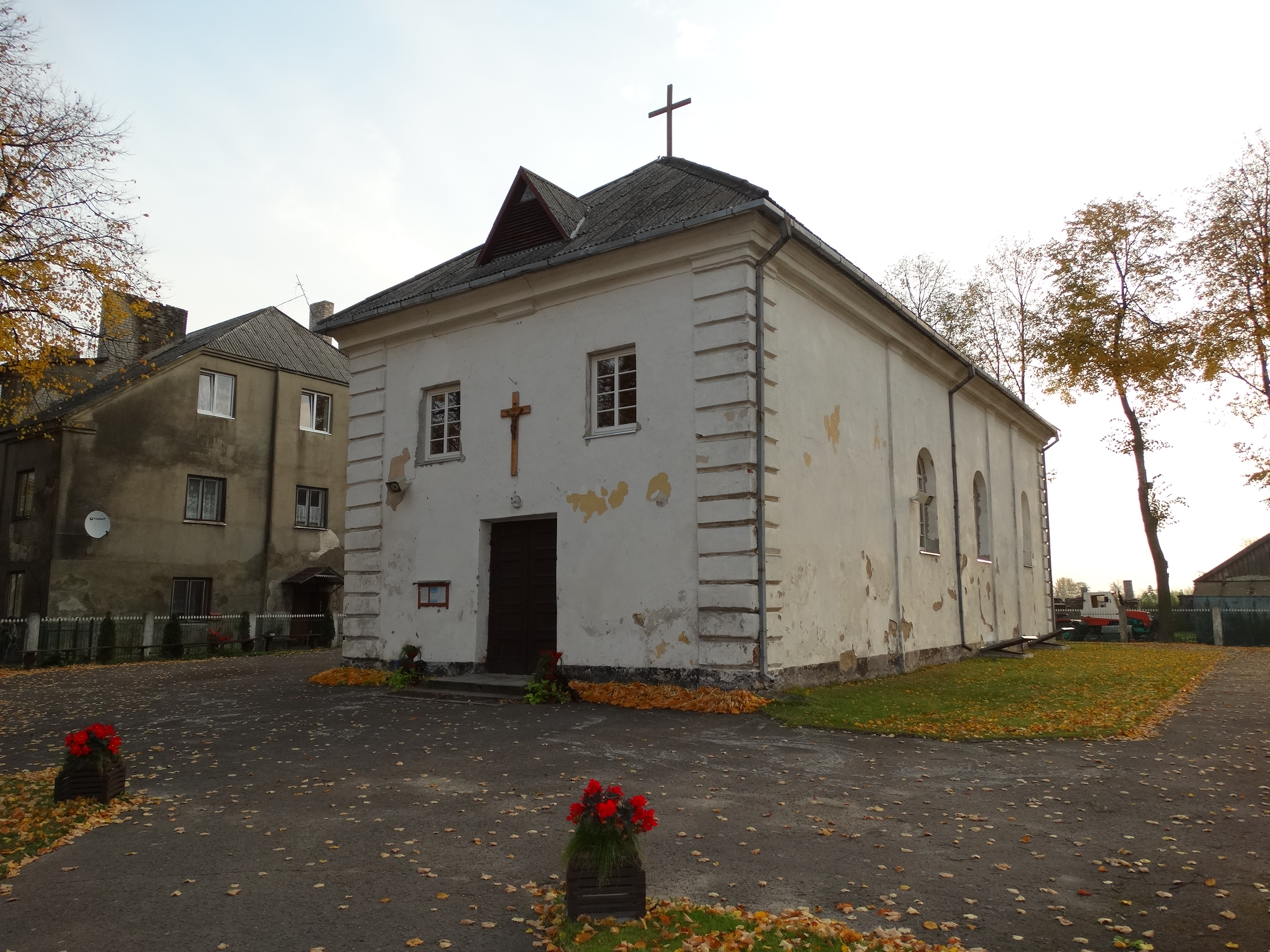
Katholische Kirche
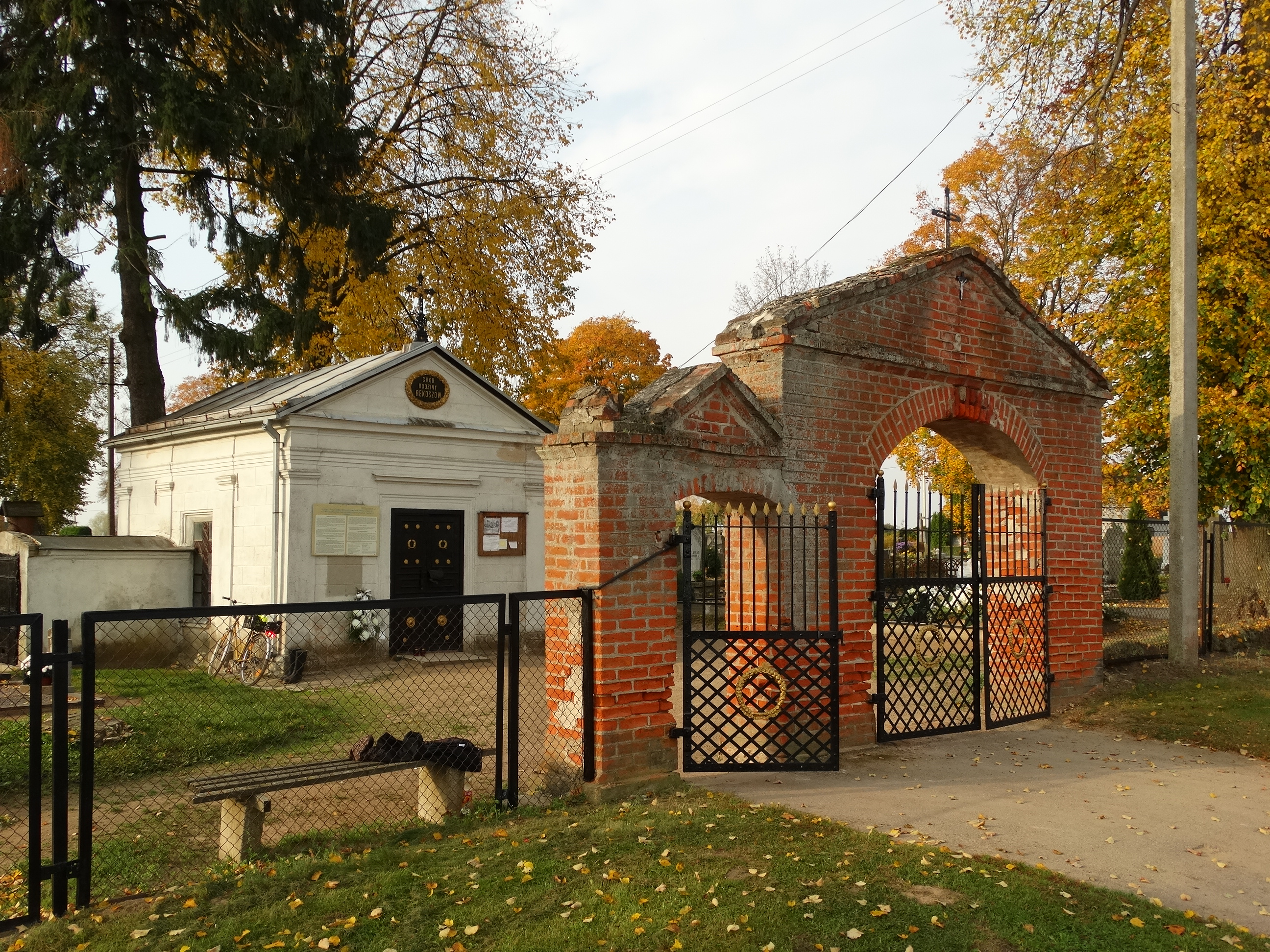
Rekošas-Mausoleum

## Personen
- Wassili Wassiljewitsch Maté (1856–1917), russischer Maler, Zeichner und Radierer
- Yehoash (1872–1927), US-amerikanischer Schriftsteller des Jiddischen
- Alexei Alexandrowitsch von Lampe (1885–1967), russischer Offizier und Militärschriftsteller